# Kornwerderzand
Kornwerderzand (Fries: Koarnwertersân) is een dorp in de gemeente Súdwest-Fryslân in de Nederlandse provincie Friesland. Kornwerderzand ligt op de Afsluitdijk, enkele kilometers van de kust. In 2023 zouden er volgens het CBS het dorp 50 inwoners zijn. In 2011 was dit aantal nog 22.

## Geschiedenis
Oorspronkelijk was Kornwerderzand een werkeiland, dat voor de bouw van de Afsluitdijk aangelegd werd op de zandplaat met dezelfde naam. Tot 2011 lag de plaats in de toenmalige gemeente Wonseradeel.

## Lorentzsluizen
Nabij Kornwerderzand bevinden zich de Lorentzsluizen, een stelsel van spuisluizen en een grote en kleine schutsluis. Tezamen met de Stevinsluizen beheersen zij het waterpeil van het IJsselmeer, en daarmee ook van het achterland. Dit werd van militaire betekenis geacht in verband met inundaties. Daarom is te Kornwerderzand een stelsel van kazematten aangelegd dat de sluizen moet beschermen.

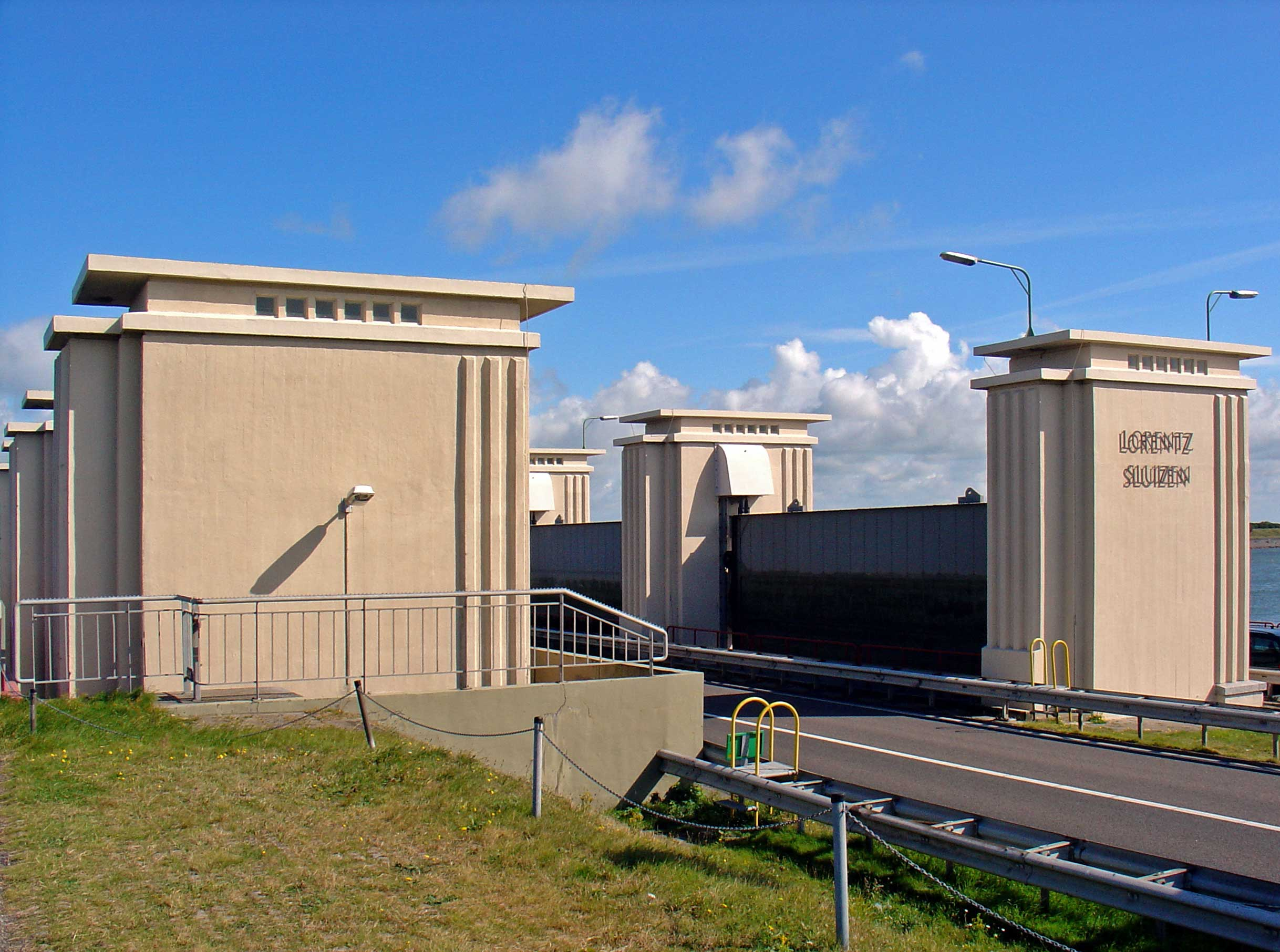
Spuisluizen
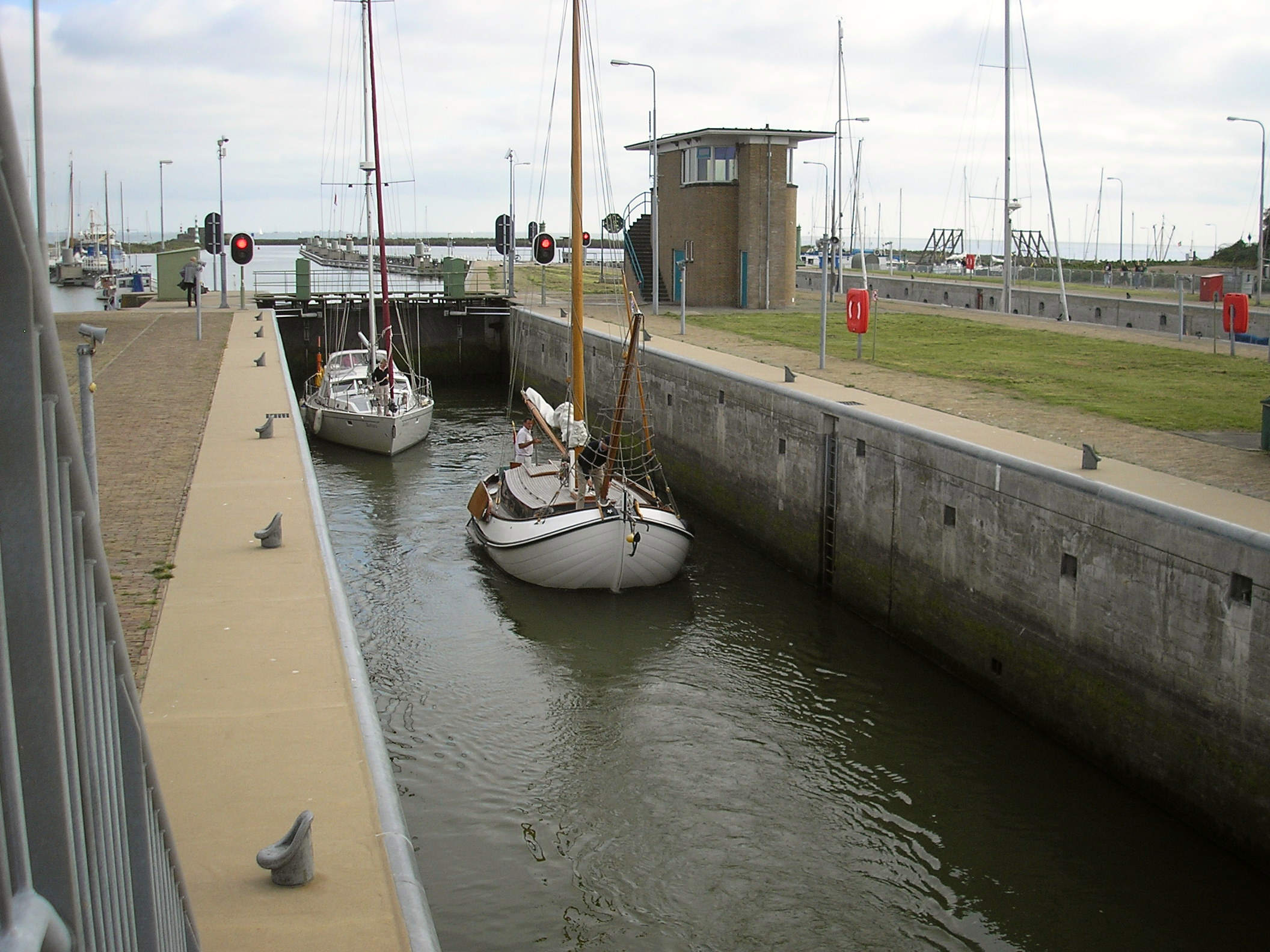
Schutsluis

## Slag om de Afsluitdijk
Hier is tijdens de Meidagen van 1940 hevig gevochten. De Stelling Kornwerderzand is een van de weinige Nederlandse stellingen geweest die standhielden.

## Bezienswaardigheden
- Het Kazemattenmuseum heeft informatie over Kornwerderzand in de Tweede Wereldoorlog.
- Het Afsluitdijk Wadden Center, een expositiecentrum
- Kornwerderzand met de sluizen en kazematten behoren tot het beschermd dorpsgezicht, een van de beschermde stads- en dorpsgezichten in Friesland.

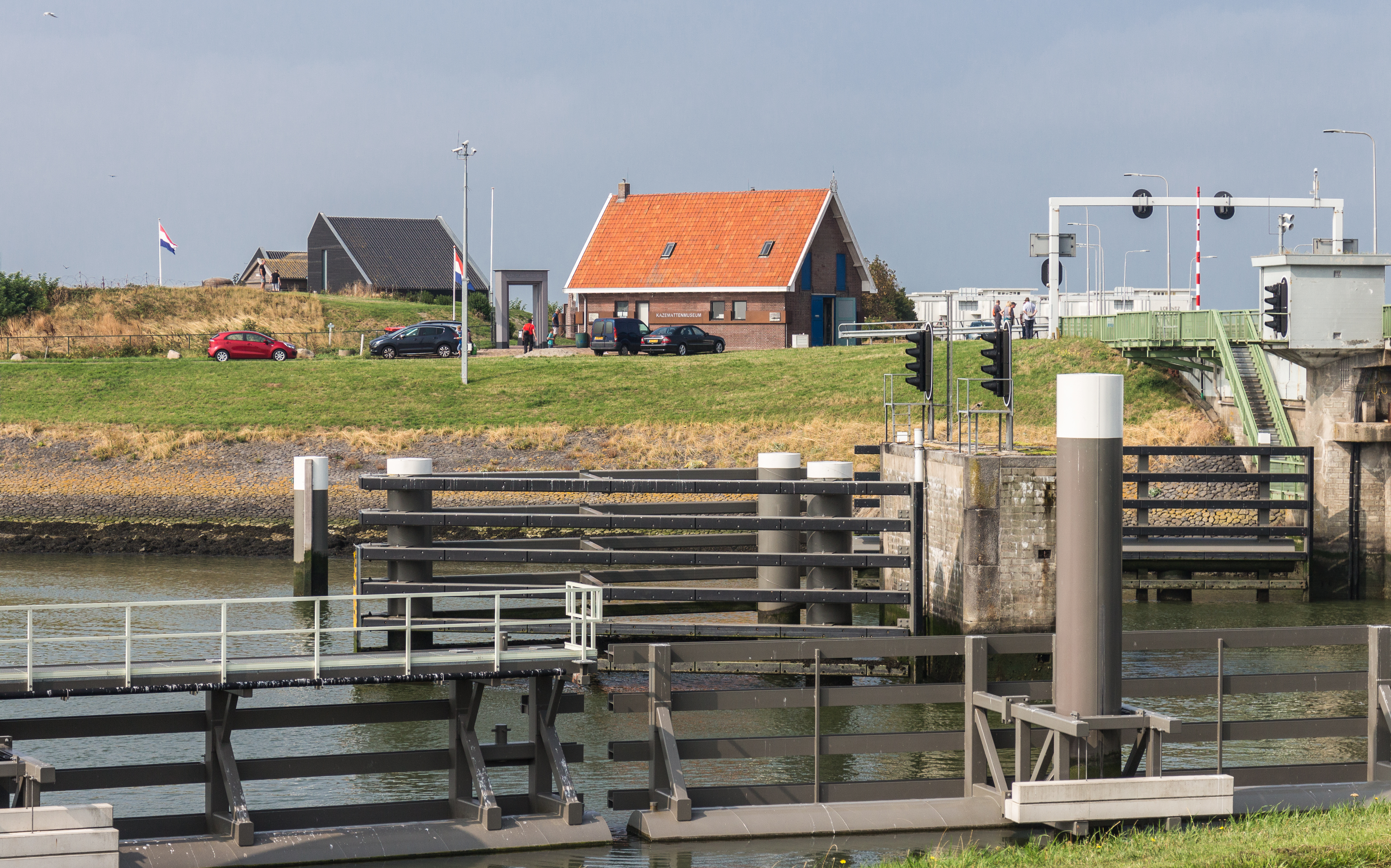
Kornwerderzand met gebouw museum
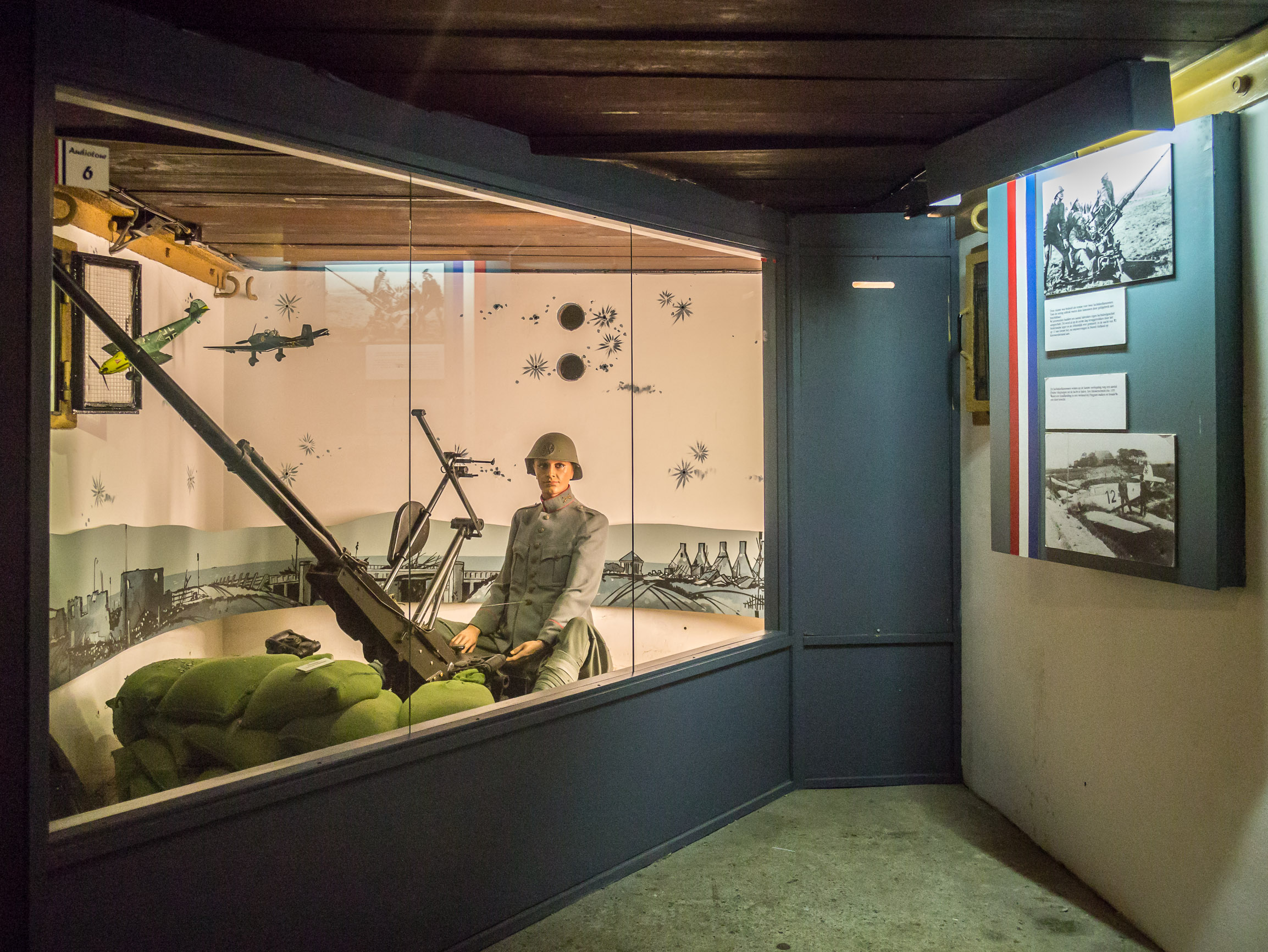
Kazemattenmuseum
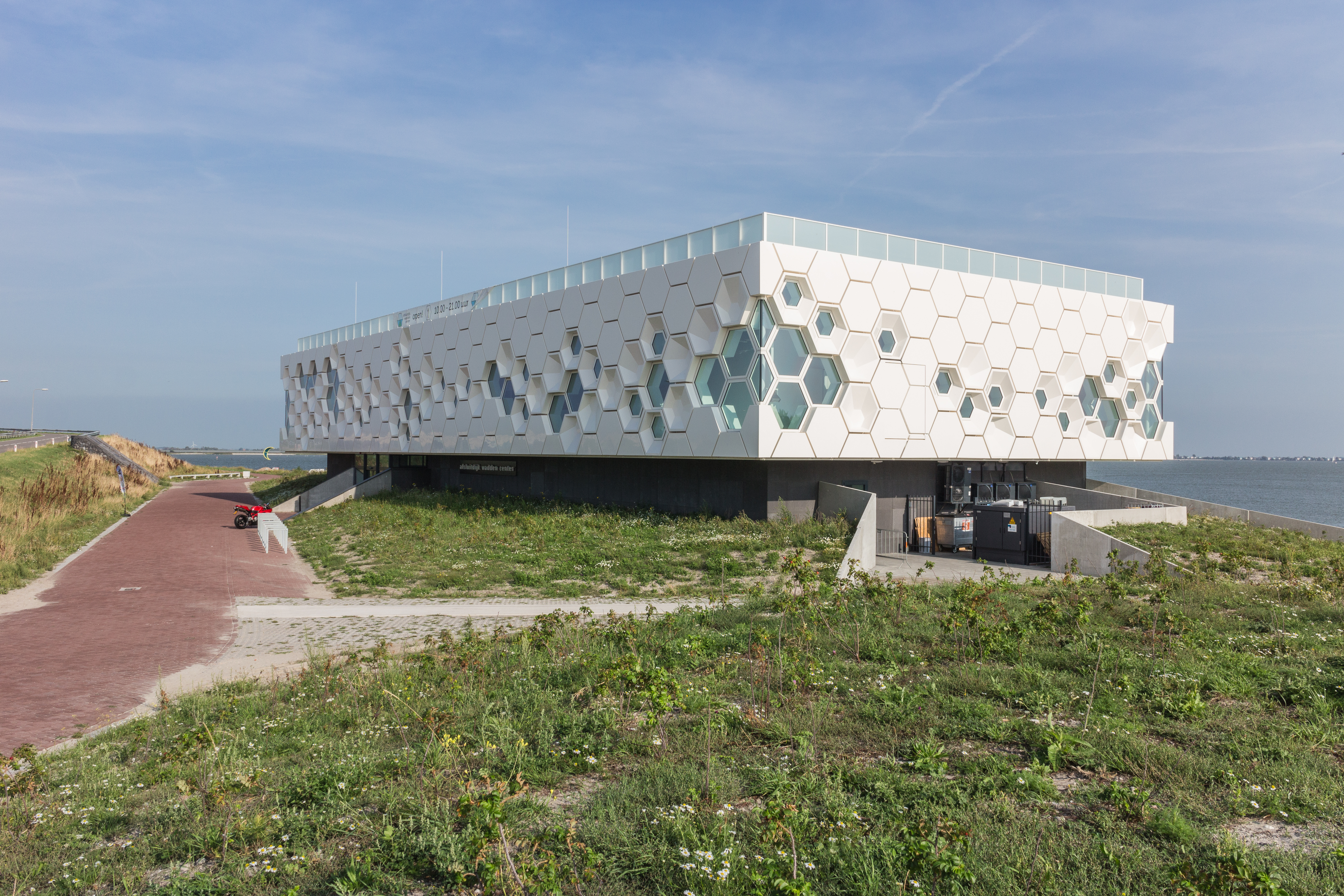
Afsluitdijk Wadden Center

## Recreatie en vervoer
- De Europese wandelroute E9, loopt langs Kornwerderzand.
- Kornwerderzand heeft een halte van Qliner 350 (Alkmaar - Leeuwarden)